# 秦河乡
秦河乡，是中华人民共和国四川省达州市万源市曾经下辖的一个乡。2020年6月，撤销秦河乡，将原秦河乡所属行政区域划归河口镇管辖。

## 行政区划
秦河乡撤销前下辖以下地区：
半边街村、金刚坝村、老鹰寨村、向岗岭村和三官场村。